# 늘봄초등학교 (세종)
늘봄초등학교는 대한민국 세종특별자치시 도담동 소재의 공립 초등학교이다.

## 연혁
- 2015년 3월 1일 : 개교
- 2015년 7월 1일 : 아름초 학구와 공동학구로 지정
- 2015년 7월 29일 : 영어체험관 1~4관 구축
- 2016년 11월 1일 : 도담초 학구와 공동학구로 지정
- 2016년 12월 30일 : 2016년 학교급식 우수학교 표창
- 2017년 2월 17일 : 제2회 졸업식(졸업생 58명)
- 2017년 3월 1일 : 정미자 교장 부임
- 2017년 3월 1일 : 24학급편성(일반 21학급, 특수 1학급, 귀국학생 특별 2학급)
- 2017년 3월 1일 : SW교육 정책연구학교 지정(2년간)
- 2017년 12월 30일 : 2017 학부모 교육 참여 우수사례 공모전 최우수 교육부 장관상 수상
- 2018년 1월 31일 :  제3회 졸업식(졸업생 총 162명)
- 2018년 3월 1일 :  24학급편성(일반 20학급, 특수 2학급, 귀국학생 특별 2학급)
- 2019년 1월 9일 : 제4회 졸업식(졸업생 총 71명)

## 참고 자료
- 늘봄초등학교 - 한국교육학술정보원 학교알리미